# Governatorato di Rayma
Rayma (in arabo: ريمة) è un governatorato dello Yemen, creato nel gennaio 2004.